# David Goodis
David Loeb Goodis (Filadelfia, Pensilvania, Estados Unidos, 2 de marzo de 1917 – 7 de enero de 1967),  fue un escritor estadounidense de novela negra.

## Biografía
Nació en el seno de una familia judía en Filadelfia, Pensilvania, hijo de Mollie y William Goodis. Tuvo dos hermanos mayores, pero uno de ellos enfermó de cáncer y falleció a la edad de tres años. Tras cursar sus estudios en su ciudad natal, en la escuela secundaria Simon Gratz, Goodis siguió sus estudios en la Universidad de Indiana durante un año, para luego continuar en la Universidad de Temple, donde finalmente se graduó en 1938 en periodismo.

## Revistas Pulp
Mientras trabajaba en una agencia de publicidad, empezó a escribir su primera novela, Retreat from Oblivion, que no era una novela negra, sino más bien una novela coral y experimental. Tras ser publicada por Dutton en 1939, Goodis se trasladó a Nueva York, donde escribió bajo numerosos seudónimos para revistas pulp como Battle Birds, Daredevil Aces, Dime Mystery, Horror Stories, Terror Tales y Western Tales, a veces llegando a producir unas 10 000 palabras diarias.  

## Guiones
En la década de los 40, Goodis escribió guiones para series de aventuras en la radio, como Hop Harrigan, House of Mystery, y Superman. Las novelas que escribió en los primeros años de la década fueron rechazadas por las editoriales, pero en 1942 pasó un tiempo en Hollywood siendo uno de los guionistas de la película Destination Unknown. Su oportunidad llegó en 1946 cuando su novela Dark Passage se publicó por capítulos en la revista The Saturday Evening Post, editada por Julian Messner. Pocos meses después Warner Bros la adaptó al cine de la mano del director Delmer Daves , con Humphrey Bogart y Lauren Bacall como actores principales. El mismo Goodis cooescribió el guion con Daves y firmó un contrato por el que ganaba 2000 $ semanales. Es actualmente considerada uno de los clásicos en el género del cine negro.
Al llegar a Hollywood, Goodis firmó un contrato de seis años con Warner Bros, donde escribió el guion de The Unfaithful, una reedición de The Letter de Somerset Maugham. Algunos de sus guiones nunca llegaron a ser producidos, como Of Missing Persons o una adaptación de The Lady in the Lake de Raymond Chandler.

## Matrimonio y divorcio
Hasta hace poco, se creía que Goodis nunca llegó a casarse. Su amigo Harold Dutch Silver dijo que Goodis nunca habló de tener esposa, y no se menciona nada en su obituario. Además, en correspondencia con sus abogados declara que nunca llegó a casarse.
Sin embargo, una investigación de Larry Withers y Louis Boxer descubrió una licencia de matrimonio para Goodis y Elaine Astor. Muestra que se casaron el 7 de octubre de 1943 en una congregación Ohev Shalom en Los Ángeles por el rabino Jacob Samuel Robins, doctorado en investigación. Según la orden de divorcio encontrada en el ático del ayuntamiento de Filadelfia, Astor se divorció el 18 de enero de 1946.
Withers es el hijo producto de un matrimonio posterior de Astor. Supo del matrimonio de su madre con Goodis justo después de que ella muriera de un infarto en 1986.
También Phillippe Garnier en su biografía de Goodis hace referencia a Elaine Astor como su mujer, aunque afirmó que el matrimonio se celebró en 1942 y se divorciaron en 1943.

## Regreso a Filadelfia
En 1950, Goodis regresó a Filadelfia donde vivió con sus padres y su hermano esquizofrénico Herbert. Por la noche merodeaba los barrios bajos de Filadelfia, moviéndose entre clubes nocturnos y bares sórdidos, un ambiente que plasmó en sus novelas de ficción. Cassidy's Girl (1951) vendió más de un millón de copias, y continuó escribiendo para varias editoriales, en particular para Gold Medal. Se reactivó el interés por sus novelas cuando François Truffaut trasladó al cine Down There (1956) con su excelente adaptación Tirez sur le pianiste (1960).
Goodis murió el 7 de enero de 1967 a las 11:30 en el Centro Médico Albert Einstein, no muy lejos de su hogar. Tenía 49 años. Su certificado de defunción muestra "accidente cerebro-vascular", es decir, un infarto cerebral, como la causa de la muerte. Días antes Goodis había recibido una paliza por resisitirse a ser robado. Algunos atribuyen su muerte a los golpes recibidos. Otra hipótesis es que se desmayó mientras sacaba la nieve con una pala. Fue enterrado en el Roosevelt Memorial Park, en Pensilvania.

## The fugitivey la demanda judicial sus 400330
En 1963 el canal de televisión ABC empezó a emitir el programa  The Fugitive, la historia de Richard Kimble, un médico injustamente acusado de asesinar a su esposa que había sido juzgado y condenado a muerte. Kimble escapó cuando se lo trasladaba a prisión e inició la búsqueda del "hombre manco", la persona que para él era el verdadero asesino.
Goodis afirmó que The Fugitive se basaba en su novela Dark Passage y en 1965 demandó a United Artists-TV y a ABC por 500.000 dólares por haber infringido el copyright. Lo representó el bufete de abogados de su primo, Goodis, Greenfield, Narin y Mann, y lo apoyaron numerosos grupos, incluidos la Liga de Autores de América, el Gremio de Dramaturgos y la Asociación Americana de Editores de Libros. Los hermanos Coudert representaron a United Artists y ABC.
En una declaración del 9 de diciembre de 1966 Goodis indicó que The Saturday Evening Post había publicado Dark Passage por capítulos, un hecho que sería decisivo para la resolución del caso. Goodis falleció al mes siguiente pero la demanda siguió su curso en los juzgados.
La disputa no era tanto por si la trama de Dark Passage había sido usada sino por si el libro se encontraba en dominio público o no. El tribunal de distrito, en efecto, mantuvo que Goodis había cedido su trabajo al dominio público al haberlo publicado en The Saturday Evening Post sin usar un aviso de copyright con su nombre y falló a favor de la United Artist y ABC.
La defensa de Goodis apeló la decisión del tribunal y en 1970 el Segundo Circuito de Cortes de Apelaciones de Estados Unidos la revirtió  y remitió el caso a juicio. La decisión se informó a Goodis v. United Artists Television, Inc., 425 F.2d 397 (2º Cir. 1970). El tribunal escribió "Unánimemente concluimos que dado que una revista compró el derecho de primera publicación bajo circunstancias que muestran que el autor no tiene intención de donar su trabajo al público, el aviso de copyright en nombre de la revista es suficiente para que prevalezcan los derechos de autor a favor del dueño beneficiario, el autor o el propietario." (425 F.2d 398-399).
Por entonces, el principal beneficiario de Goodis, su hermano Herbert, también había muerto. Así, en 1972, la defensa de Goodis acordó que el caso ya era solo  una molestia y aceptó 12.000 dólares para cerrarlo. A pesar de la diferencia significativa entre la primera reclamación y el acuerdo monetario final, el caso marcó un hito en derechos de propiedad intelectual y ley de derechos de autor.

## Influencia
Tras su muerte, su obra dejó de editarse en los Estados Unidos, pero siguió manteniendo importancia en países como Francia.
Algunos críticos como Mariano Sánchez Soler, lo sitúan a la altura de Horace McCoy, Jim Thompson y Patricia Highsmith.
En 1987, la editorial Black Lizard comenzó a reeditar las obras de Goodis. En 2007, Hard Case Crime publicó una nueva edición de The Wounded and the Slain por primera vez en 50 años. También, en 2007 Street of No Return y Nightfall fueron republicados por Millipede Press.
Goodis ha influenciado a escritores del género policíaco, destacándose Duane Swierczynski y Ken Bruen. Un personaje de la película de Jean-Luc Godard de 1966, Made in U.S.A., se llama David Goodis.

## Obra publicada
- Retreat from Oblivion. 1939. No traducida al castellano.
- Senda tenebrosa. Dark Passage. 1946. Noguer Ediciones.
- Cuidado con esa mujer. Behold this Woman. 1947. Versal.
- Al caer la noche. Nightfall / Convicted / Dark Chase. 1947. Tiempo Contemporáneo.
- Se acusa a la policia. Of Missing Persons. 1950. Hachette, serie naranja.
- Of Tender Sin. 1950. No traducida al castellano.
- La chica de Cassidy. Cassidy's Girl. 1951. Versal.
- La calle de los perdidos. Street of the Lost. 1952. PLaza & Janés.
- La luna en el arroyo. The Moon in the Gutter. 1953. Akal.
- Rateros. The Burglar. 1953. Versal.
- Calle sin retorno. Street of No Return. 1954. Júcar
- Viernes negro. Black Friday. 1954. RBA.
- The Blonde on the Street Corner. 1954. No traducida al castellano.
- Descenso a los infiernos. The Wounded and the Slain. 1955. Versal.
- Disparen sobre el pianista. Down There / Shoot the Piano Player. 1956. RBA.
- Fuego en la carne. Fire in the Flesh. 1957. Plaza & Janés.
- Un gato del pantano. Night Squad. 1961. Tiempo Contemporáneo.
- La víctima. Somebody's Done For. 1967. Ediciones B.

## Filmografía
- The Unfaithful. 1947. USA. Dirigida por Vincent Sherman. Protagonizada por Ann Sheridan y Lew Ayres. Guion de David Goodis, basado en una obra de W.Somerset Maugham.
- La senda tenebrosa. Dark Passage. 1947. USA. Dirigida por Delmer Daves. Protagonizada por Humphrey Bogart y Lauren Bacall.
- Sección desaparecidos. Section des disparus. 1956. Francia. Dirigida por Pierre Chenal. Protagonizada por Nicole Maurey y Maurice Ronet.
- Al caer la noche. Nightfall. 1956. USA. Dirigida por Jacques Tourneur. Protagonizada por Aldo Ray y Anne Bancroft.
- Honor de ladrón. The Burglar. 1957. USA. Dirigida por Paul Wendkos. Protagonizada por Dan Duryea y Jayne Mansfield.
- Tirad sobre el pianista. Tirez sur le pianiste / Shoot the Pianist. 1960. Francia. Dirigida por François Truffaut. Protagonizada por Charles Aznavour y Marie Dubois. Adaptación de la novela "Disparen sobre el pianista".
- An Out for Oscar. 1963. USA. Episodio de "The Alfred Hitchcock Hour".
- El furor de la codicia. Le casse / The Burglar. 1971. Francia. Dirigida por Henri Vermeuil. Protagonizada por Jean-Paul Belmondo y Omar Sharif.
- Como liebre acosada. La course du lièvre à travers les champs / And Hope to Die. 1972. Francia. Dirigida por René Clément. Protagonizada por Jean-Louis Trintignant y Robert Ryan. Adaptación de la novela "Viernes negro".
- La luna bajo el asfalto. La lune dans le carniveau / The Moon in the Gutter. 1983. Francia. Dirigida por Jean-Jacques Beineix. Protagonizada por  Gérard Depardieu y Nastassja Kinski. Adaptación de la novela "La luna en el arroyo".
- El más salvaje entre todos. Rue barbare / Barbarous Street. 1984. Francia. Dirigida por Gilles Béhat. Protagonizada por Bernard Giraudeau y Christine Boisson.
- Calle sin retorno. Street of No Return. 1989. Francia. Dirigida por Samuel Fuller. Protagonizada por Keith Carradine y Valentina Vargas.